# Jonathan Swift
Jonathan Swift (Dublino, 30 novembre 1667 – Dublino, 19 ottobre 1745) è stato uno scrittore, poeta  e pastore anglicano irlandese, autore di romanzi e pamphlet satirici.
Spirito libero e razionale, pastore anglicano di posizioni eterodosse, è considerato tra i maestri della prosa satirica in lingua inglese, attraverso cui si occupò di politica e religione, mettendo in luce certa follia e presunzione umana. Le sue opere più note sono le satire, I viaggi di Gulliver, Il racconto di una botte e il pamphlet Una modesta proposta. In particolare, nel Gulliver, il suo capolavoro, sotto l'aspetto fittizio della fiaba, dà sfogo alla propria misantropia e rabbia nei confronti dei vizi del genere umano e del mondo a lui contemporaneo.
Scrisse anche poesie e saggi.

## Biografia e opere

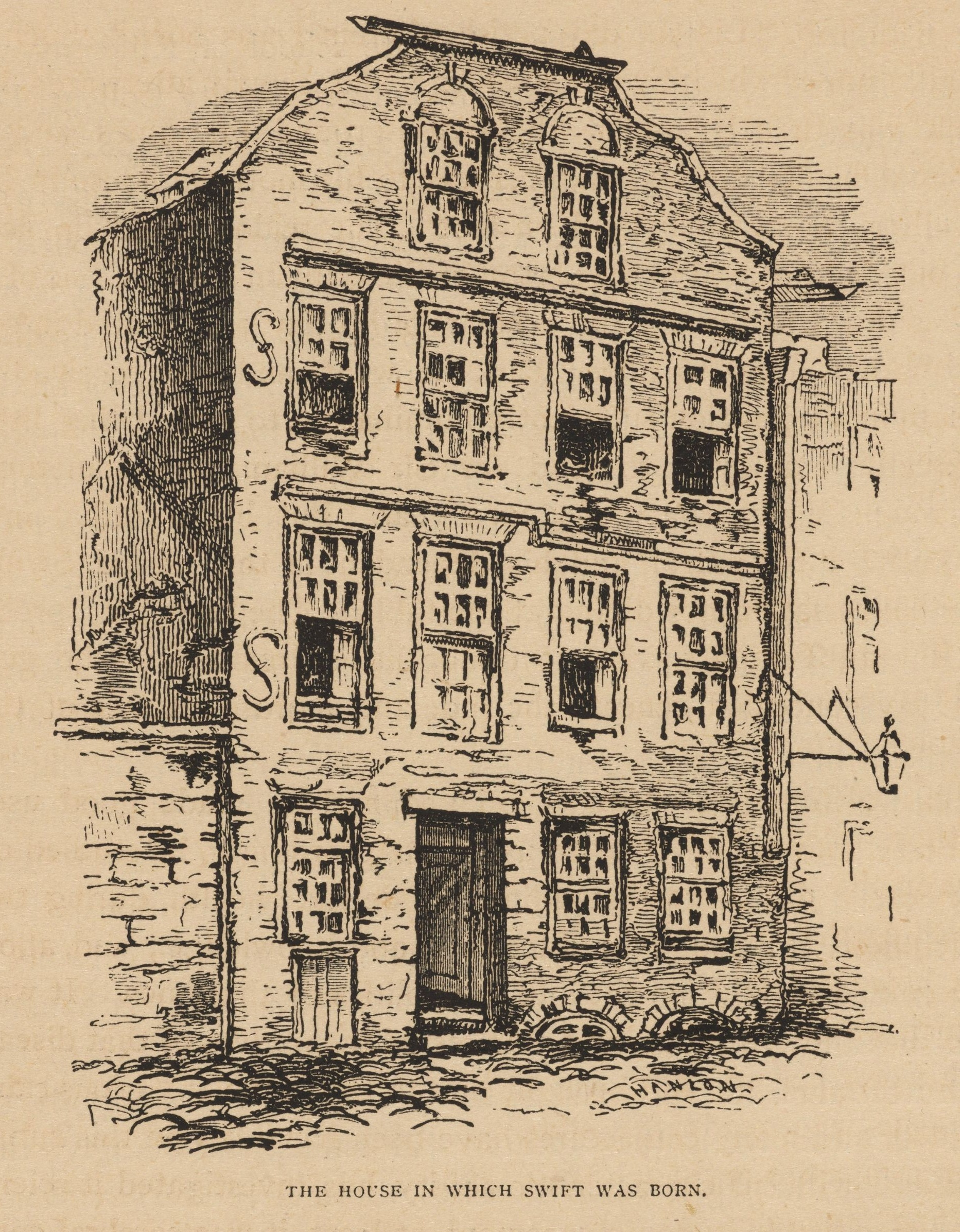
La casa natale dello scrittore, a Dublino, riprodotta in un'illustrazione del 1865

Il padre di Swift, anche lui di nome Jonathan (1640-1667), morì prima che il futuro scrittore nascesse. Questi venne alla luce il 30 novembre 1667, nella casa dello zio Godwin Swift, in un vicolo di Dublino, Hoey's Court. Jonathan Sr. e la moglie Abigail, che si erano sposati nel 1664, avevano già una figlia, Jane, nata 18 mesi prima del fratello. La reale identità del padre, come l'anno in cui Swift nacque, sono però oggetto di dubbio. Fu presumibilmente battezzato nella vicina chiesa parrocchiale, la St. Werburgh's Church, ma quando chiese il proprio atto battesimale, anni dopo, scoprì che la sua nascita non era stata registrata, fatto comunque non inusuale all'epoca..
Il nonno paterno, Thomas, fu vicario di Goodrich, nell'Herefordshire, e il suo sostegno al re Carlo I, ai tempi della guerra civile inglese, oltre a compromettere la sua posizione e a costargli l'incarico, sarà poi motivo di vanto per il nipote. Quando Jonathan Sr., settimo o ottavo dei suoi figli, morì, lasciò la moglie in ristrettezze economiche. Di Abigail si prese cura il cognato Godwin, figlio primogenito di Thomas, nella cui casa Swift nacque e visse in tenerissima età.
Quando aveva solo un anno di vita, la balia lo portò con sé a Whitehaven, cittadina sulla costa nord-occidentale dell'Inghilterra. Era prassi comune che la prima educazione dei bambini fosse affidata alla balia, ma la ragione del viaggio non è mai stata chiarita. Potrebbe essersi trattato quasi di un rapimento, a insaputa della madre, o invece di un affidamento volontario, avvenuto con il beneplacito della famiglia. In ogni caso, Swift rimase alcuni anni con la balia a Whitehaven («quasi tre», secondo l'edulcorato ritratto che lo scrittore avrebbe tracciato della vicenda) prima del ritorno in Irlanda.
Swift era nato in una famiglia anglicana, in un'epoca in cui l'Irlanda era popolata per il 75% da cattolici. Gli anglicani, circa il 10% della popolazione, erano una minoranza privilegiata, i soli a poter votare, frequentare l'università ed entrare in Parlamento. Bambino, Jonathan fu mandato al College di Kilkenny, la miglior scuola d'Irlanda. Secondo i suoi resoconti, vi sarebbe arrivato a sei anni, ma Ehrenpreis, ad esempio, pospone la data fino ai nove anni, sostenendo che quella era l'età abituale in cui si entrava al College di questa città, situata sul fiume Nore, a sud-ovest di Dublino.
A Kilkenny la disciplina era ferrea e la vita scandita dalle preghiere mattutine e serali, dallo studio quotidiano e dalla messa domenicale. Gli insegnamenti impartiti erano essenzialmente il latino e il greco, mentre non si studiavano matematica, scienze e storia. Negli anni al College diventò amico di William Congreve, futuro importante drammaturgo. Dopo la sua morte, Swift ebbe a dire che gli aveva voluto bene fin dall'inizio e che era sempre stato «un amico molto gradevole».
Il 24 aprile 1682, all'età di 14 anni, entrò al Trinity College di Dublino - dove il prerequisito era appartenere alla Chiesa d'Irlanda -, assieme al cugino Thomas. Benché le materie preferite da Swift fossero la poesia e la storia, il programma scolastico verteva fondamentalmente sulle lingue greca e latina e sulla logica filosofica. Swift confidò poi al suo figlioccio Thomas Sheridan che non era riuscito a «leggere tre pagine» di nessuno dei trattati che gli venivano imposti, opera di autori quali Burgersdicius, e «che poteva ragionare benissimo» anche senza apprendere «l'arte del ragionamento» che, secondo il suo tutore, quei testi insegnavano.
I registri della scuola testimoniano che il rendimento in filosofia era effettivamente scarso, mentre andava bene in latino e greco. D'altra parte, costante sarà il suo disprezzo dell'astratto filosofeggiare, mentre amerà sempre i classici. Al College socializzava con facilità, inserendosi nel clima goliardico che lo contraddistingueva. Benché non risulti implicato in gravi episodi di ribellione o indisciplina, fu diverse volte punito, come testimoniano ancora i registri, per essere rimasto troppo a lungo in città o per aver saltato il servizio religioso.
Dopodiché, nel 1688, Swift si trasferì in Inghilterra, dove lavorò come segretario del diplomatico e scrittore William Temple, lontano parente della madre, posto che continuò a occupare - pur con varie interruzioni durante le quali tornò in Irlanda dove venne anche ordinato sacerdote anglicano, più per mantenersi che per sincera vocazione - fino alla morte di Temple, avvenuta nel 1699. Dal 1695 al 1696 fu parroco a Kilroot, nell'Irlanda del Nord, ma ben presto fu esentato dall'attività pastorale per le posizioni eterodosse e critiche nei confronti delle religioni.
Dopo il 1689 venne iniziato in Massoneria nella loggia "Goat at the Foot of the Haymarket" n. 16.
Conformemente al suo spirito anticonformista, nel 1697 scrisse la Battaglia dei libri (The Battle of the Books), un poema eroico e satirico (sul modello di Alexander Pope) in cui egli prendeva la parola sulla controversia circa la superiorità dei tempi antichi rispetto a quelli moderni, un tema caro alla letteratura dell'epoca. Per lui tutti i tempi, una volta vissuti, diventano inferiori, e quindi egli considerava superiori i tempi antichi perché ormai non potevano più essere vissuti. Con una satira pungente, inoltre, denunciò la finta erudizione dei suoi giorni.
Il successo del suo libro permise a Swift di procurarsi del denaro, col quale riuscì a viaggiare molte volte a Londra; nella capitale inglese conobbe Esther Johnson, meglio nota come Stella, di cui si innamorò ricambiato. Il padre di Stella, un diplomatico amico della madre di Swift, chiese allo scrittore di completare l'educazione della figlia; in tal modo egli riuscì a occuparsi della letteratura senza dover rinunciare alla scrittura e alla lettura. Contemporaneamente ebbe anche una difficile relazione con Esther Vanhomrigh, detta Vanessa.
Nel 1700 Swift ottenne il vicariato di Laracor e fu nominato canonico della cattedrale di San Patrizio a Dublino; l'anno successivo, dopo aver ottenuto il dottorato in teologia al Trinity College, si recò in Inghilterra, dove pubblicò il suo primo opuscolo politico, A discourse of the Contest and Dissensions between the Nobles and Commons in Athens and Rome.
Nel 1704 pubblicò anonimamente la famosa Favola della botte o della vasca da bagno (Tale of a Tub), una satira in prosa sulle Chiese anglicana, cattolica e calvinista e sulle moderne convinzioni politico-religiose. Scritta tra il 1694 e il 1697, metteva in ridicolo, in maniera originale e divertente, varie forme di pedanteria e di presunzione. Nonostante tale opera fosse stata pubblicata anonimamente, Swift ritenne che questa fosse la causa per la quale divenne inviso alle autorità ecclesiastiche anglicane, che gli preclusero la possibilità di una brillante carriera.
Tra il 1707 e il 1709 Swift soggiornò per lungo tempo in Inghilterra con lo scopo di ottenere dalla regina Anna l'estensione al clero anglicano irlandese dell'esonero da una tassa, come concesso al clero inglese. Questa permanenza gli permise di venire a contatto con i principali esponenti politici dei partiti tories e whigs.
Nell'ottobre 1710 Robert Harley, importante leader del partito tory, affidò a Swift la redazione del periodico del partito, l'Examiner. Quando, nel 1711, i tories presero il potere, Swift divenne uno scrittore molto influente; alla redazione dell'Examiner affiancò quella di un altro importante giornale politico, lo Spectator. In questi anni fu il confidente di Harley, di Henry St John e l'amico di intellettuali quali Alexander Pope, John Gay e il dottor Arbuthnot, con i quali proprio in quegli anni fondò lo Scriblerus Club.
Nel 1713 divenne il Decano della cattedrale di San Patrizio a Dublino, anche se aspirava a un incarico importante in Inghilterra; il 1º agosto 1714, improvvisamente e inaspettatamente, morì la regina Anna e i whigs fecero salire sul trono il protestante Giorgio di Hannover; i principali protettori di Swift caddero in disgrazia, Harley fu rinchiuso nella torre di Londra, St. John fuggì in Francia e Swift tornò in Irlanda, da cui non si mosse per dodici anni.
Molto probabilmente in questo periodo in Irlanda scrisse il suo capolavoro. Nel 1726 e nel 1727 soggiornò più volte in Inghilterra presso il suo amico Pope. Il successo dei Viaggi di Gulliver fu enorme, ma a questo si contrappose l'aggravamento della sua malattia uditiva, la sindrome di Menière; questo, unito alla morte di Stella nel 1728, renderà Swift sempre più solitario e misantropo.

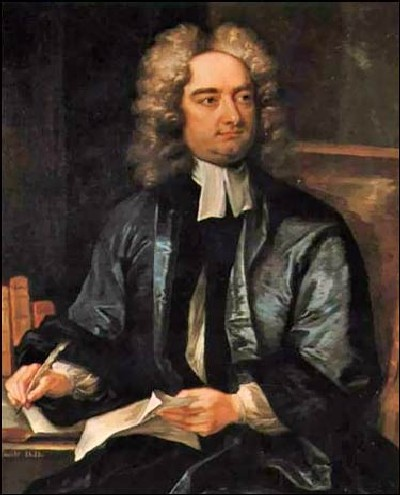
Jonathan Swift

### I sermoni
Quale pastore anglicano, fu autore di numerosi sermoni. Fra questi un sermone sulla resurrezione di Eutico (in greco "buona sorte") esorta i pastori a prediche brevi per superare la pratica decadente che ha portato i fedeli ad addormentarsi in Chiesa, secondo quanto insegnato nella parabola del seminatore.
Eutico si era addormentato, ed era morto cadendo a terra, a causa di un sermone troppo lungo di Paolo, durante una celebrazione eucaristica la sera della domenica (Atti degli Apostoli 20:09)

### Le altre opere e i giornali
Altra opera importante di Swift fu La condotta degli alleati (1711); in questo testo, di carattere storico e politico, egli accusa il partito whig di aver prolungato volontariamente la durata della guerra di successione spagnola al fine di ottenere vantaggi di tipo politico. Il libro ebbe molto successo, ma causò allo scrittore, simpatizzante dei tories, alcuni disagi. Infatti l'opinione pubblica si lamentava, ritenendo che con questo trattato, a causa di presunte condizioni di pace inique, l'Inghilterra avesse fallito gli obiettivi per i quali la guerra era iniziata. Grazie alla sua irresistibile retorica, l'intera analisi è condotta in maniera generale come un imparziale esame dei fatti della guerra e del bisogno della pace, nella quale l'autore si appella esplicitamente all'intera nazione, identificandosi con la popolazione stessa, dicendo ciò che l'opinione pubblica sperava lui dicesse, ma allo stesso tempo rendendo le loro ansie reali, lavorando su un numero di pregiudizi cari ai suoi lettori, cioè che l'Inghilterra dovesse essere la padrona del potere marittimo e che fosse innaturale per lei essere coinvolta in una guerra largamente combattuta sul continente, facendo sembrare così tutte le vittorie ottenute come uno spreco di risorse che  avrebbero portato solo a debiti di guerra.
Del 1724 sono le Lettere del drappiere (Drapier's Letters), romanzo epistolare in cui egli si occupa della questione irlandese e si dichiara favorevole all'indipendenza di una parte dell'Irlanda. A seguito della polemica innescata dalla pubblicazione di La condotta degli alleati, il comandante delle armate britanniche, John Churchill, I duca di Marlborough, venne rimosso dalla carica e privato dei titoli nobiliari.
Nel Settecento le famiglie povere non potevano leggere, perché il costo dei libri era troppo elevato: per questo molti scrittori, tra i quali anche Daniel Defoe, decisero di far pubblicare le loro novelle dai giornali, che erano molto meno cari. Dal 1710 al 1711 Swift curò la redazione del periodico conservatore Examiner e successivamente contribuì alla parte letteraria dei periodici Tatler e Spectator.
Insieme agli amici Alexander Pope e John Arbuthnot, egli fondò nel 1713 lo "Scriblerus Club", gruppo che si incontrava per discutere di letteratura e comporre parodie sulla cultura pedantesca. L'opera principale di questo club, scritta da Swift, fu Una modesta proposta (1729), dove la "proposta", causticamente satirica, era quella di usare i bambini poveri irlandesi come cibo per i ricchi, fornendo anche ricette per poterli apprezzare al meglio. In questo periodo Swift si avvicinò, in maniera indipendente, al movimento illuminista, seppure la sua concezione restasse legata a quella misantropica e pessimista del Seicento, tipica ad esempio di Hobbes.

### I viaggi di Gulliver
(Jonathan Swift, I viaggi di Gulliver, parte IV, cap. 5)

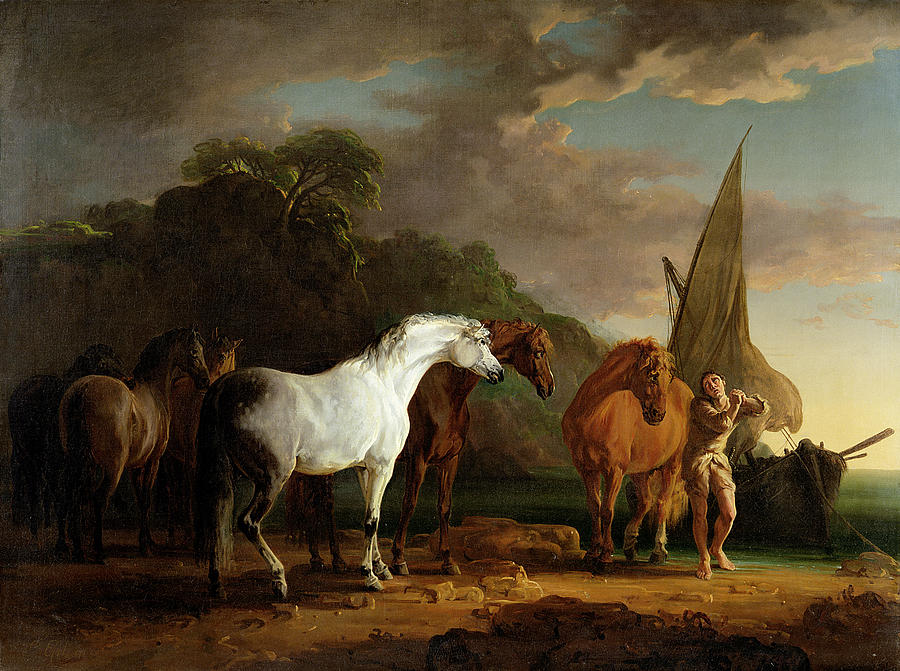
Gulliver abbandona la terra degli Houyhnhnms

Il capolavoro di Swift, I viaggi di Gulliver (Gulliver's Travels), fu pubblicato anonimo nel 1726 e riscosse subito grande successo. Questo romanzo satirico, inizialmente inteso dall'autore come aspro attacco allegorico alla vanità e all'ipocrisia delle corti, dei partiti e degli uomini politici dell'epoca, nel corso della stesura, durata parecchi anni, si arricchì delle più mature considerazioni di Swift sulla società umana; pertanto la satira, spesso graffiante e a tratti scurrilmente oltraggiosa, finì col toccare l'umanità intera. Acuto, ricco di spunti fantasiosi e al tempo stesso scritto con semplicità, il romanzo - spesso con tagli e censure - è diventato anche un classico della letteratura per l'infanzia. È importante segnalare il fatto che Swift, con quest'opera, ma anche con Una modesta proposta, si distingue come uno dei primi e più importanti autori del linguaggio grottesco.

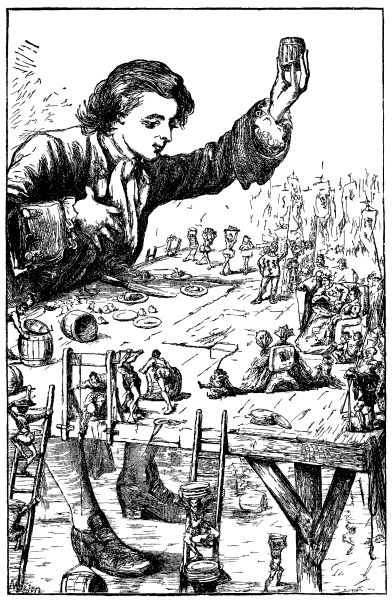
Gulliver e i lillipuziani

In breve, la trama dell'opera può essere riassunta così: Lemuel Gulliver (il cui nome, si noti, contiene la parola gull, ovvero "gabbiano", ma anche "sciocco, credulone"), medico di una nave mercantile, si salva da un naufragio e compie quattro viaggi, approdando in altrettante isole particolari:
- Nella prima isola (Lilliput) gli abitanti, i lillipuziani, sono molto più bassi di lui (il termine "lillipuziano" è entrato nel linguaggio italiano comune come sinonimo di "persona dalla bassissima statura"): infatti essi sono alti sei pollici. Inizialmente egli viene catturato come prigioniero e poi portato dal re. Successivamente Gulliver imparerà usi e costumi di questo nuovo popolo. Dopo un processo dove si vede accecato, scappa a Belfuscu e in seguito ritorna in Inghilterra. Lilliput è una parodia dell'Inghilterra ed è in guerra perenne con la vicina Blefuscu, che rappresenta la Francia.
- Nella seconda isola (chiamata Brobdingnag, situata in Alaska), gli abitanti sono dei giganti alti dodici volte lui. Considerata l'altezza assai inferiore di Gulliver, il protagonista affronta numerose disavventure da cui si salva. Diviene addirittura animale del re ed è portato in giro in una camera costruita ad hoc per lui. Gulliver e il re parlano soprattutto di politica, specialmente quella inglese. Gli abitanti considerano gli inglesi come "piccoli vermi odiosi". Infine un uccello solleva la sua camera e la getta in mezzo all'oceano.
- Nella terza isola (volante, chiamata Laputa), gli abitanti sono scienziati, astronomi e filosofi con la testa fra le nuvole. Essi sono dediti a esperimenti astrusi e inutili. Questa parte del capolavoro è una parodia della Royal Society inglese. Gulliver poi incontra le anime degli uomini famosi dell'antichità e una razza di immortali (sulle isole di Glubbdubdrib e Luggnagg). L'isola lascia Gulliver in Giappone.
- La quarta isola presenta una particolare situazione. Gli abitanti sono suddivisi in Houyhnhnms (che dominano) e Yahoos (che sono sottomessi). I primi sono cavalli che possiedono la ragione e hanno una società ordinata, talvolta anche in maniera eccessiva, ma agiscono secondo virtù e intelletto; mentre i secondi sono una specie di animale che assomiglia all'uomo, e appaiono bestiali, ignoranti, sporchi e avidi.
- Infine Gulliver torna in Inghilterra, ricongiungendosi alla sua famiglia; però non può più abitare tra i suoi simili, perché non sopporta l'odore degli esseri umani e prova ripugnanza per sé stesso per aver generato altri yahoo (i suoi figli) con una femmina di quella razza (cioè la moglie); così decide di vivere tra gli animali, in particolare nella stalla dei cavalli, che gli ricordano tanto la nobiltà degli Houyhnhnms.

Tutte le avventure, in una maniera o nell'altra, rappresentano l'ideologia pessimistica e negativa di Swift, secondo la quale l'uomo è egoista, corrotto, ignorante e affamato di potere, dotato di soli vizi e di nessuna virtù.

### Ultimi anni
Swift negli ultimi anni si estraniò completamente dal mondo, polemico con tutti e bizzarro nei comportamenti, e fu spesso ospitato dall'amico Alexander Pope, una delle poche persone con cui rimase in buoni rapporti. Nel 1742, forse colpito da ictus, perse l'uso della parola; secondo altri è possibile che fosse affetto da malattia di Alzheimer o da demenza frontotemporale (in particolare malattia di Pick). Alla morte di Pope, nel 1744, fu ricoverato all'ospedale di San Patrizio a Dublino, nell'ala destinata alla cura dei disturbi mentali, dove morì nel 1745, a 78 anni. Postume furono pubblicate le Istruzioni alla servitù. Nel testamento lasciò il suo ingente patrimonio ai poveri, ma ne destinò una gran parte alla costruzione di un manicomio in Irlanda, per ricordare agli abitanti che erano folli e ne avevano bisogno più di qualunque altro popolo.

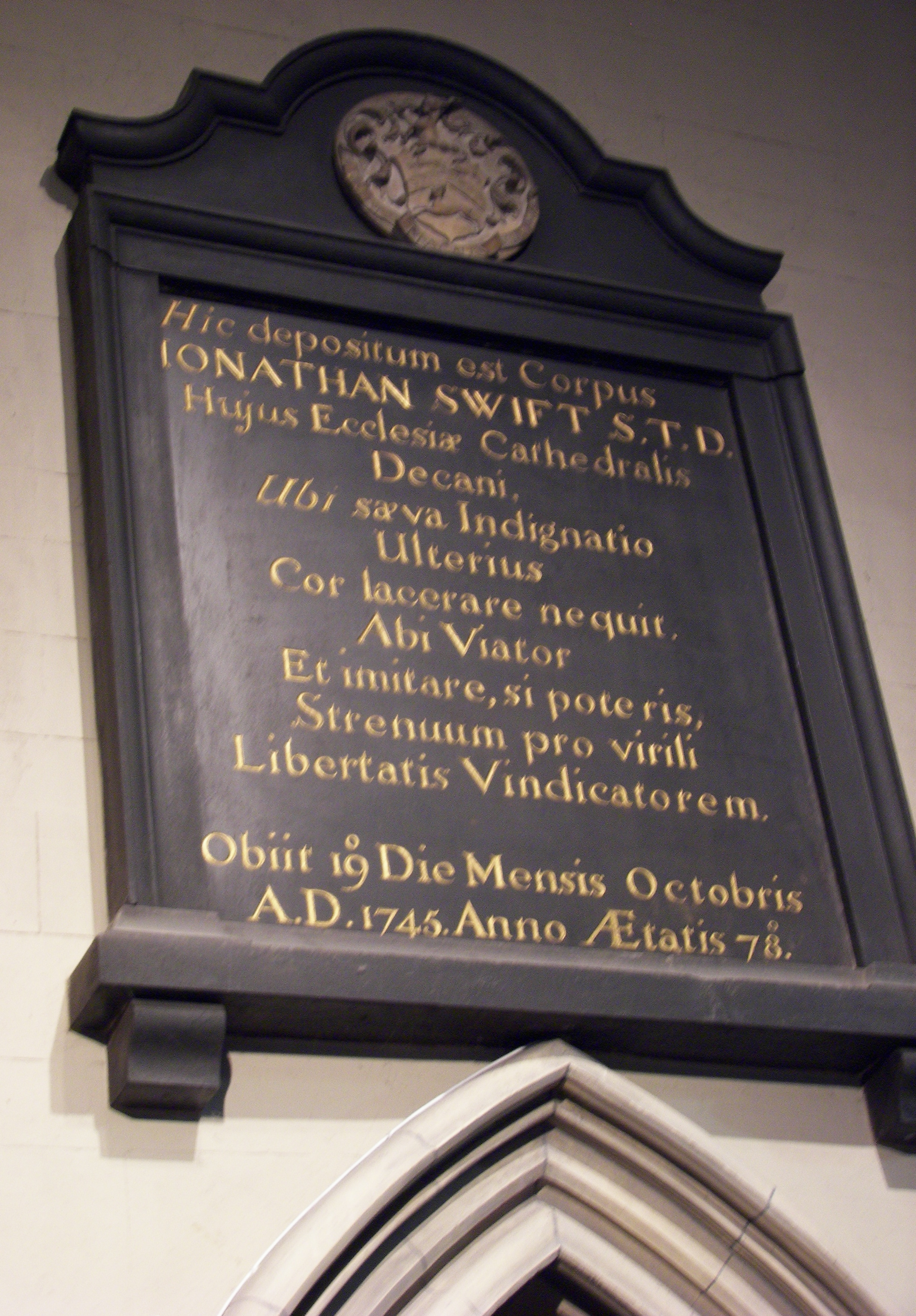
Lapide posta sul muro soprastante la tomba di Swift

Riposa nella cattedrale di San Patrizio a Dublino, accanto all'amata Esther Johnson. Il suo epitaffio in latino, scritto da lui stesso, recita: «Qui è sepolto il corpo / di Jonathan Swift S.T.D., / decano / di questa cattedrale, / qui dove il violento sdegno / più / non può straziarne il cuore. / Va', o passante, / ed emula, se potrai, / colui che per parte sua fu uno strenuo / paladino della libertà».

## Opere
- Jonathan Swift e altri, Martinus Scriblerus, Milano, Greco & Greco, 1993 - traduzione, note al testo, saggio introduttivo, notizie sugli autori, a cura di Vincenzo Gueglio.
- Jonathan Swift, I Viaggi di Gulliver, Classici Frassinelli, Milano, 1999 - traduzione, note, saggio, postfazione, a cura di Vincenzo Gueglio.
- Jonathan Swift, Una modesta proposta, Marotta e Cafiero, Napoli 2007 - a cura di C. Maria Laudando, traduzione e nota alla traduzione di Marco Ottaiano.
- J. Swift, The Conduct of the Allies, and of the late Ministry, in Beginning and Carrying on the Present War, printed by John Morphew: and re printed by Edward Waters, London 1712.
- Jonathan Swift, I viaggi di Gulliver (alcune parti non sono state tradotte), UTET, 1941